# Iso Saarnikari
Iso Saarnikari är öar i Finland. De ligger i Skärgårdshavet och i kommunen Nystad i den ekonomiska regionen  Nystadsregionen i landskapet Egentliga Finland, i den sydvästra delen av landet. Öarna ligger omkring 59 kilometer nordväst om Åbo och omkring 210 kilometer väster om Helsingfors.
Arean för den av öarna koordinaterna pekar på är 7 hektar och dess största längd är 470 meter i öst-västlig riktning. I omgivningarna runt Iso Saarnikari växer i huvudsak barrskog.